# Carlos José Souza Silva
Carlos José Souza Silva, mais conhecido como Silva (Macaé, 11 de abril de 1974), é um ex-futebolista brasileiro que atuava como atacante. Atualmente preside o Clube Desportivo Macaé Sports.

## Títulos
Avaí
- Campeonato Brasileiro - Série C: 1998